# 조선과 그 이웃 나라들
《조선과 그 이웃 나라들(영어: Korea and Her Neighbours)》 또는 《한국과 그 이웃 나라들》은 1897년 영국 지리학자 이사벨라 버드 비숍의 대표적인 기행문이다.

## 내용

### 조선의문화
19세기 조선의 풍물, 종교(무와 불교 등의 전통 종교는 물론, 성공회, 천주교(Roman Catholic), 개신교(Protestant)에 대한 언급을 통해 초창기 한국 교회에 대해서도 설명하고 있다), 기생의 화려한 모습, 민요, 서민 생활, 궁중의 모습(물론, “교양과 학식이 있고 영리”한 명성황후와 친절하고 “인자한 성품”의 고종 황제를 만난 이야기도 포함된다), 여성의 낮은 지위에 언급을 하고있다.  

### 사회비판
이사벨라 비숍은 《조선과 그 이웃 나라》에서 민중들의 삶에 대해서는 아주 극심한 수탈로 인해 피폐해진 삶을 느끼게 해 준다고 일갈하였고 (위생 상태가 극심할 정도로 최악이라고 하거나) 또한 관리들에 대해서는 “흡혈귀”라고 할 정도로 비판적이었다. (참고로 이사벨라여사가 방문한 당시에는 민씨일파의 관직독점과 매관매직, 그리고 백성수탈이 극심할 때였다.) 작가는 기행문 속에서 서양의 신식 문물로 방을 장식하는 관리의 천박하리만치 사치스러움과 민중을 잔악하게 착취하는 극심한 탐욕에 대해서 언급하고 있으며, 특히 관료의 탐욕에 대해서는 러시아에 이민한 조선인 1세대가 착취가 없는 새로운 세상에서 부지런하게 사는 모습과 기독교(러시아 정교회)로 종교를 바꾸고 러시아 관리들과 원만하게 지내는 발빠른 적응을 언급하면서, 나라의 발전을 가로막는 장애물이라고 비판했다.

### 전쟁
청일전쟁과 동학농민혁명에 대한 언급도 있는데, 그녀는 김개남, 전봉준 등의 동학농민혁명 지도자들과 청일전쟁으로 황폐해진 평양의 참상에 대해서 말하고 있다. 또한 중국의 심양 여행에서 겪은 일들도 적고 있다.

## 비판
하지만 일본이 조선에서 영향력을 넓혀가는 제국주의를 “개혁”이라고 미화한다든지, 불교와 유교 문화권에서 살아온 조선인들에 대해 종교 없이도 잘 살아온 민족이라고 평가하는 서구 기독교인으로서의 시각이 담겨 있다는 점에서 비판을 받고 있다.
다만 한국의 역사교육에서도 갑오, 을미년의 조치를 개혁이라는 용어로 가르치는 사실을 감안할 때, 일본이 제국주의적인 목적이 있었어도 개혁이라는 워딩 자체가 틀렸다고 볼 수는 없다는 시각도 있다.

## 출판
하지만 1905년 영국 출판 시장의 베스트셀러가 될 정도로 《조선과 그 이웃 나라들》은 영국 독자들에게 사랑받았다. 그 이유는 조선에서 활동하던 소수의 사람들을 제외한 영국인 독자들에게 조선이 잘 알려져 있지 않은 미지의 나라였기 때문이었다. 실제로 이사벨라 버드 비숍은 서문에서 유럽인들이 조선에 대한 부정확한 정보를 갖고 있다고 하였다. 대한민국에서는 살림출판사에서 《한국과 그 이웃 나라들》이라는 이름으로 번역/출판되었다. 당시 번역자는 소설 《영원한 제국》의 작가인 이인화이다. 이 책의 내용 중 일부가 현재 대한민국 고등학교 1학년 국어(하) 교과서에 “외국인의 눈에 비친 19세기 말의 한국”이라는 지문으로 쓰이고 있다. 고 김수영 시인도 자신의 시에서 이사벨라 버드 비숍을 인용하였다.

## 참고 문헌
- 《조선과 그 이웃 나라들》 집문당, 2000년 3월 10일, ISBN 8930306799
- 《한국과 그 이웃 나라들》 살림, 1994년 8월 1일, ISBN 8985577042
- Korea and Her Neighbours: A Narrative of Travel, with an Account of the Recent Vicissitudes and Present Position of the Country, Adamant Media Corporation, (May 24, 2004) ISBN 1402144970
- Korea and Her Neighbours, Slusser Press, (December 17, 2008) ISBN 978-1443785075